# Gephyromantis leucomaculatus
Espèce
Synonymes
- Rhacophorus leucomaculatus Guibé, 1975
- Mantidactylus leucomaculatus (Guibé, 1975)

Statut de conservation UICN

 LC  : Préoccupation mineure
Gephyromantis leucomaculatus est une espèce d'amphibiens de la famille des Mantellidae.

## Répartition

Aire de répartition de Gephyromantis leucomaculatus.

Cette espèce est endémique de Madagascar. Elle se rencontre du niveau de la mer jusqu'à 700 m d'altitude du mont Marojejy jusqu'à la réserve spéciale d'Ambatovaky ainsi que les îles de Sainte-Marie et de Nosy Mangabe,.

## Description
Gephyromantis leucomaculatus mesure de 32 à 41 mm pour les mâles et de 38 à 45 mm pour les femelles. Son dos est brun clair avec une bande sombre entre les yeux et une tache en forme de Y au niveau des épaules. Ses flancs et les côtés de sa tête sont plus sombres que le dos et ce en particulier chez les femelles. Son ventre est plus clair et présente de nombreuses taches.

## Publication originale
- Guibé, 1975 : Batraciens nouveaux de Madagascar. Bulletin du Museum National d'Histoire Naturelle, sér. 3, Zoologie, vol. 323, p. 1081-1089 (texte intégral).